# Privernum
Privernum (en grec antic Πριούερνον) era una antiga ciutat que pertanyia als volscs i més tard es va incloure amb tot el seu territori al Latium. Era a la vall del Amasenus. Correspon a l'actual Priverno de la província de Latina, al Laci. Els seus habitants s'anomenaven Privernats, una de les tribus emparentades amb els volscs.
Virgili la descriu com una antiga ciutat dels volscs, i diu que era la residència de Metabus, el pare de Camil·la, una reina guerrera que ajuda el seu aliat, el rei Turnus dels rútuls, a combatre Enees i els troians en la guerra que esclatà arran del corteig de Lavínia.
No apareix esmentada en cap de les primeres guerres entre els romans i els volscs, però en aquestes ocasions es dona un nom genèric per als combatents, i les ciutats mencionades són les més properes a la frontera del Latium. Quan el nom de Privernum apareix per primera vegada a la història, era ja una ciutat de força i importància considerable, amb una posició independent i capaç no només de participar en una guerra contra Roma, sinó també de mantenir-la. El 358 aC va esclatar la guerra i els privernats van atreure l'hostilitat romana saquejant els territoris d'algunes colònies romanes instal·lades a les planes pontines. El 357 aC el cònsol Gai Marci Rútil els va atacar i derrotar i es va haver de sotmetre però encara que la seva submissió representava una rendició incondicional, van restar independents i encara poderosos, i uns anys després tornaven a estar en guerra amb Roma atacant les colònies de Norba i Sètia el que va provocar les represàlies del cònsol Gai Plauci Pròcul. Privernum va ser ocupada i dos terços del territori confiscats i distribuït entre els plebeus romans, diu Titus Livi.
No va participar en la gran guerra llatina (340 aC) però es va revoltar el 327 aC. Els romans van haver d'utilitzar dos exèrcits consulars i només la van poder sotmetre després d'un llarg setge. Van destruir les muralles i van executar els líders rebels. La resta d'habitants van rebre la ciutadania romana, segurament sense dret de sufragi, dret que van rebre el 316 aC quan van ser inclosos a la tribu Ufentina que es va crear llavors. Va esdevenir prefectura (és a dir divisió de segon nivell després de municipi) però després, cap a l'any 300 aC era un municipi, i una ciutat prospera. El seu territori era un dels que la Lex Servilia agraria de Publi Servili Rul·lus va assignar a la població romana.
Més tard va rebre una colònia militar, potser en temps de Trajà. Ni Plini el Vell ni Claudi Ptolemeu li donen el rang colonial i a les inscripcions apareix com a colònia i com a municipi. No és esmentada als Itinerarium però encara devia existir. Probablement es va abandonar durant les incursions dels sarraïns al segle IX o X.
Les seves ruïnes són al lloc de Priverno Vecchio, 3 km al nord de Priverno.